# فضة المنيف المريس
فضة المنيف المريس، شاعرة سعودية عُرفت بالشعر الحماسي ولدت في الرس في العقد الثالث من القرن الثالث عشر الهجري.

## أبيات من شعرها
قصيدة قالتها عن موقف أهالي الرس لحمايتهم سلطان الدويش من أمير بريدة مهنا الصالح أبا الخيل (1280-1292هـ/1863-1875م)، تقول فيها:
وقولها:

## وفاتها
توفيت في العقد الثالث من القرن الرابع عشر الهجري.